# Белое духовенство
Белое духовенство (также приходское духовенство) — неформальное общее название для немонашествующих христианских священнослужителей и церковнослужителей. Священников-монахов (иногда всех монахов) называют чёрным духовенством.

## В православии
В белое духовенство, кроме священнослужителей (протопресвитеров, протоиереев, иереев, протодиаконов, диаконов) обычно включают представителей низшего клира: иподиаконов и чтецов (псаломщиков).
В Российской империи белое духовенство по подчинению разделялось на:
- епархиальное (в составе которого были причты кафедральные, приходские и домовые),
- военное и морское под управлением протопресвитера военного и морского духовенства,
- придворное под управлением духовника императора,
- заграничное, подчинённое непосредственно синоду, но финансировавшееся министерством иностранных дел[3].

### Вступление в брак
Исторически выбор своего пути в сторону белого духовенства в Русской православной церкви молодой человек должен был сделать перед рукоположением во дьяконы: он мог по окончании духовной семинарии перед рукоположением во дьяконы жениться на девице «доброго поведения», вскоре после чего обычно рукополагался и назначался в приход. В отличие от мирян, овдовевшему священнослужителю запрещено вступать во второй брак, что делало рукоположение вдовца невозможным, хотя правила и делали исключение для 40-летних. В Русской православной церкви с 2011 года рукоположение лица, не состоящего в браке (неженатого, вдовца или разведённого) и не являющегося монахом, стало возможным при выполнении определённых условий.

### Сословие
Статус духовенства как сословия в Российской империи спорен. Согласно общим положениям в начале IX тома Свода законов (статья 2) христианское духовенство являлось одним из четырёх основных сословий, наряду с дворянами, городскими и сельскими обывателями. При этом многие исследователи отмечают, что духовенство на практике не образовывало сословия, так как духовное звание напрямую не наследовалось (требовалось рукоположение), дети духовенства, не пошедшие по отцовской дороге, причислялись к мещанам. Кроме того, духовные лица, сложившие с себя сан, возвращались в первоначальное своё состояние; священник мог одновременно принадлежать и к дворянству. Тем самым особые права духовенства на практике не были сословными правами, а просто преимуществами, присвоенными духовному сану. Другие исследователи считают, что де-факто наследование занятий и сословный статус у белого духовенства возникли не позднее XVII века и закрепились в конце XVIII, когда прекратилась практика выборов священников и появился образовательный ценз, при этом иногда исключая из рассмотрения чёрное духовенство, которое не могло передать прав состояния по наследству из-за обета безбрачия.
Вдовы священнослужителей пользовались правами личного дворянства, их дети — потомственного почётного гражданства, вдовы и дети причетников — личного почетного гражданства.

### Поведение
Согласно ЭСБЕ, в священническом сане не могут состоять предающиеся пьянству или блуду, также замеченные в лжесвидетельстве и воровстве. Если жена священнослужителя ему изменяет, то он должен или развестись с нею, или устранить себя от священнослужения. Клирикам запрещено заниматься торговлей и иметь своё дело, плясать и смотреть на танцы, посещать театры, участвовать в сходках, вмешиваться в мирские дела, играть в карты. Вдовым священнослужителям запрещено держать у себя в доме женщин, кроме близких родственниц. Как и всему духовенству, им запрещено стричь волосы на голове и бороду и предписано носить скромную одежду, преимущественно тёмных цветов (рясу и подрясник).

### Пёстрые власти
Православные архиереи традиционно носят пёстрые одежды, историк русской церкви Е. Е. Голубинский использовал в их отношении также термины «пёстрое духовенство», «пёстрые власти».

## В католицизме
В католичестве латинского обряда безбрачие обязательно для всех священников, к белому духовенству при этом относятся епархиальные священники, не принимавшие монашеских обетов (лат. clerici saeculares), а к чёрному — священники, принадлежащие одному из монашеских орденов.